# Hopewell Township (Beaver County, Pennsylvania)
Hopewell Township ist eine Gemeinde im Beaver County, Pennsylvania. Die Vorstadtsiedlung liegt etwa 30 km von Pittsburgh entfernt. Das U.S. Census Bureau hat bei der Volkszählung 2020 eine Einwohnerzahl von 13.495 ermittelt.

## Geographie
Große Teile der Gemeinde werden als Wohngebiete mit niedriger und mittlerer Bebauungsdichte genutzt, entlang der Hauptstraßen liegen Geschäfts- und Gewerbegebiete. Benannte Ortslagen in der Gemeinde sind Scottsville (40° 35′ N, 80° 16′ W), Five Points (40° 34′ N, 80° 15′ W) und Gringo (40° 34′ N, 80° 16′ W).
Das Hopewell Township liegt am Südufer des Ohios und umschließt die Gemeinden Aliquippa und South Heights. Im Süden grenzt es an die Townships Crescent, Moon und Findlay im Allegheny County, im Westen an das Independence Township und im Norden an das Raccoon und Center Township. Auf der gegenüberliegenden Flussseite liegen von Nord nach Süd Economy, Baden und Ambridge.

## Geschichte
Das Hopewell Township wurde um 1817 gegründet. Die ländliche Gemeinde entwickelte sich zunächst vor allem entlang der Broadhead Road, die die Forts im heutigen Pittsburgh und Beaver verband. Frühe Zentren entlang der Straße waren die Dörfer New Sheffield und New Scottsville. 1848 wurde das Independence Township aus der Gemeinde ausgegliedert.
Durch die Industrialisierung, im Hopewell Township vor allem ausgelöst durch den Bau einer Eisenbahn am Ohio, Erdöl- und Erdgasfunde und später die Stahlindustrie, wuchsen einige Dörfer stark an. Sie verließen das Township und bildeten neue Gemeinden. Im Einzelnen waren das:
- 1894 Aliquippa
- 1908 Woodlawn
- 1909 South Heights
- 1926 New Sheffield (nach Woodlawn eingemeindet)

In der Mitte des 20. Jahrhunderts profitierte die Gemeinde von der Stadtflucht aus den umliegenden Industrieorten.

## Verkehr und Infrastruktur
Durch das Hopewell Township verlaufen die Pennsylvania Route 51 und die Interstate 376 in Nord-Süd-Richtung.
Im Hopewell Township gibt es zwei öffentliche Grundschulen und zwei weiterführende Schulen, die Hopewell Memorial Junior High School und die Hopewell High School.